# Звієрці
45°55′ пн. ш. 16°52′ сх. д. / 45.92° пн. ш. 16.86° сх. д.
Звієрці (хорв. Zvijerci) — населений пункт у Хорватії, у Б'єловарсько-Білогорській жупанії у складі міста Б'єловар.

## Населення
Населення за даними перепису 2011 року становило 54 осіб.
Динаміка чисельності населення поселення: